# ザナック (シューティングゲーム)
『ザナック』（ZANAC）は、コンパイルが開発し、1986年7月25日にポニー（ポニカブランド。現・ポニーキャニオン）から発売されたMSX用縦スクロールシューティングゲーム。
ゲーム内容は自機の最新鋭戦闘機「AFX-6502=ZANAC」を操作し、有機知性体が作り出した「システム」の暴走による脅威から人類を救出する事を目的としている。
緩急のついたスクロールや高速スクロールや特徴で、森林や海辺、荒野、メカニカルな基地、星の見える宇宙空間、スペースコロニー、生物内部など、多彩なステージで構成される。
さらにA.L.C.（Auto Level Control/自動難易度調整）というシステムを採用しており、プレイする都度に、またプレイヤーの技量次第で展開と難易度が変化するようになっている。MSX版やファミコン版のタイトルに見られる「A.I.」には、このA.L.C.を人工知能によって制御しているという意味が含まれている。
1986年に大幅にアレンジされた形で日本国内ではファミリーコンピュータ ディスクシステム用として、北米ではNES用ソフトとしてフジサンケイ・コミュニケーションズ・インターナショナルより発売された。その後、1987年にはディスクシステム版をMSX2へと逆移植した『ザナックEX』が発売された。
2001年にはPalm OSに移植された他、MSX版は2006年にWindows用ソフトとしてi-revoにて、2012年にプロジェクトEGGにて配信された。また、MSX2版は2011年にWindows用ソフトとしてプロジェクトEGGにて配信された。
ディスクシステム版はPlayStation用ソフト『ザナック×ザナック』（2001年）に収録された他、携帯電話アプリゲームとして2003年にはJavaアプリ、2004年にはEZアプリ、2005年にはiアプリにそれぞれ移植された。また、2007年にはWii用ソフトとしてバーチャルコンソールにて配信された他、2015年にはWindows用ソフトとしてプロジェクトEGGにて配信された。
ディスクシステム版はゲーム誌『ファミコン通信』の「クロスレビュー」にて、シルバー殿堂入りを獲得した。

## ゲーム内容

### システム
- 方向ボタンと2つの押しボタンで操作する。方向ボタンで自機を移動させる。ボタンは一方をメインウェポン、他方をサブウェポンの発射に用いる。
- 各エリアにはそれぞれ特徴があるが、基本となる敵パターンはA.L.C.により頻繁に変化するため、パターン性は薄い。雑魚敵は始終休まずに出現しており、難易度が高くなっている場合は打ち負けるほど大量に出現する。
- 定期的に画面上方から降りてくるボックス[注釈 1]を破壊するとパワーチップが出現することがある。このパワーチップを一つ取るごとに、メインウェポンが通常5段階までパワーアップする。ボックスにはパワーチップの他に、敵弾が入っているもの（白く点滅）と何も入っていない空（赤く点滅）のものの3種類があり[注釈 2]、4発打ち込むと中身がわかり5発目で中身が飛び出すようになっている。中身が敵弾および空のボックスに接触するとミスになるが、その中身がパワーチップの場合はミスにならず、また1発も撃ち込んでいない状態であった場合のみパワーチップを5個分取ったことになり、また既にメインウェポンが5段階以上の場合はカーゴ1回分のストックとなる。パワーチップは取らずにいると下へゆっくりと移動していき、画面外へ消失する。
- 時折登場するカーゴ[注釈 3]や特定の地上物を破壊すると、0～7までの数字の形をしたサブウェポンのアイテムが登場。取得で武器が切り替わり、使用中サブウェポンと同じ種類のアイテムを取るとパワーアップする。パワーチップとは逆に、サブウェポンのアイテムは取らずにいると上へ移動し、やがては画面外へと消失する。
- パワーチップは取ると1秒程度、サブウェポンは取ると5秒程度、自機が無敵状態[注釈 4]になる。この時に敵機やリード（敵弾）に体当たりすると破壊および耐久性を持つ敵機にはダメージを蓄積させることができる。この状態を利用してボックスに体当たりして安全にパワーアップすることも可能。
- 各エリアの途中および最後には要塞と呼ばれる複数のコア（地上の砲台）で構成されるポイントがあり、そこへ到達するとスクロールが停止する。その段階で画面右上に残り時間が表示され、これが0になる前にすべてのコアを破壊すると、要塞に応じたボーナスが入るとともにA.L.Cによる敵レベルが下がる。また、時間切れの場合はそのままスクロールが再開し、敵レベルが上がってしまう。この際にコアを破壊することも可能だが、要塞を攻略したことにはならない。エリア最後の要塞も同様で、要塞を破壊しなくてもエリアがクリアできてしまうというやや変わった仕様になっている（ただし、終盤ステージにおいては攻略に失敗したエリアの最初に戻される）。その場合、次のエリアで難易度が上昇する。
- 時々現れるイコンと呼ばれる地上物に6発撃ち込むとエネミーイレイサー（E.E.）が出現。それを取ると、空中の敵・敵弾が全て消滅する。また、特定の場所にあるイコン（下半分に口が描かれていて全面が顔になっている）を撃ち、現れたE.E.をしばらく放置すると、中央がドーナツ状の空洞になり、それを取るとワープする。先のエリアに進めるものがほとんどだが、手前のエリアに戻されるものもある。
- 特定のエリアである場所を数発撃ち込むと、「リオ」という妖精が出現する。出現直後のリオは青色で非常にゆっくりと上へ移動しやがては画面外へと消失するが、その前にそれを取ると先述のE.E.と同じ効果で空中の敵・敵弾が全て消滅する。その後はリオが赤色に変わり、終始自機にくっついてくる。その状態でスクロールの止まる要塞に遭遇するとその要塞を一瞬の内に撃破してくれて、その後リオは画面外へと去っていく。
- 一定の条件を満たすと、本作当時のコンパイルのマスコットキャラクターであるランダーが登場する。これを取ると自機が1機増える。このランダーに弾を撃ち込むと色が青から赤に変わり、その状態で取ると自機が増える上に、連射速度が上がる。初期は秒間4連射。取り続けることで秒間12,15,20,30,60連射と上がっていき、当時流行していた連射ボタン内蔵コントローラーを超える連射速度を得ることができる。
- ミスした際の中断は一切無く、その場で復活。その間約3秒ほどであるが、その間に地上物に撃ち込むアイテムなどを出現させることができない状態が存在するため例えば上述のアイアイやワープイコンを取り逃してしまう状況も高速スクロール時には特に顕著となる。
- ゲームオーバー後のコンティニューでは当該エリアの最初に戻される。またエリア11以降では特定の操作（FC:2コン↑を押しながら、MSX2:メニューでキーボードの下押しながら上を押し続けスタート）をしておかないとエリア10からのスタートになってしまう。

### ゲームバランス
難度は高く、要領が掴めるまではエリア1のクリアさえ難しい。ただし、局面によって限られた攻略パターンを見つけて極めるというタイプではなく、先へと進むためのプレイ様式は幅広い。また、プレイスタイル、プレイヤーの技量によりA.L.C.が大きく影響し難易度は大幅に変化する。
各エリア毎のプレイ時間は長く、それが全12エリア（MSX版は全8エリア）存在するため、オールクリアまでのプレイ時間もかなり長い。ワープ技によりプレイ時間の短縮も可能。残機エクステンドは頻繁であり、慣れてくれば後半のエリアでは残り数十機から100機オーバーとなることもある。
横手に回りこんで攻撃してくる敵が多く、縦スクロールシューティングのなかでも独特の調整となっている。弾は発射ボタンを押しっぱなしにしていれば自動で連射される。
このゲームはA.L.C.の影響でウェポンボタンを高速で連射する程に難度が上昇する設定になっているため、連射機能付きのコントローラを使用して連射を続けているとエリア1でも難度が急上昇し、その攻略はますます困難なものとなる。また、前述の赤い「ランダー」を連続して取って連射速度を上げたり、画面に時折現れる偵察機「サート」を撃ち漏らした場合も難度が上昇する。基本的にウェポンを使用するとA.L.C.は微妙ながらも上向きに作用するため、地上要塞撃破時にボーナスが入りスクロールが再開する間の一定時間や次エリアへ移行するまでの一定時間など、敵が一切登場しないタイミングでも自機が自由に操作できる間にメインウェポン・サブウェポンを無駄撃ちする行為も無意識の間にA.L.C.の効果で難度を上げてしまう仕様となっている。
そのため、攻略に際してはA.L.C.が作用するこの様な行動を避けるのがセオリーであるが、ただしそれを逆手に取ってA.L.C.で意図的に難度を釣り上げた状態での攻略を目指すというプレイもあった。

### 武器

#### メインウェポン
パワーチップを取り続けることで、単発2連射→単発3連射→2並行2連射→2並行3連射→3並行2連射→3並行3連射へと5段階パワーアップする。アイアイを攻撃することでより幅の広い攻撃へのパワーアップも可能。敵弾（リード）は破壊できず素通りする。前述の通り、パワーチップの入ったボックスに体当たりすると一気にパワーアップできるが、失敗すると一機失うので、別のパワーチップやサブウェポンを取った時の無敵時間を利用するのが常道であった。

#### サブウェポン
0番～7番の8種類ある。全てのサブ武器は1画面1発である。種類によっては、残機表示の上に残り時間や残り弾数、耐久力を表す数字が表示される。時間や弾数・耐久力数の制限がある武器は、使い切ると0番に戻る。また、同じ番号を、制限がある武器の場合は使い切らないうちに取り続けることでパワーアップする。制限がある武器は同時に制限の数字が初期状態に回復する。アイテムを取っても武器性能が変化しない、見かけの最大レベル状態からさらに同じアイテムを取り続けると進化する武器もある。
0番 全方位弾（オールレンジキャノン）
全方位弾で、自機の移動方向に発射される。移動していない時は上方に発射。敵を貫通しない。地上物を破壊できる。メイン武器で破壊できない敵弾（リード）は破壊できず素通りする。無限に使用できる。ミスした後最初から搭載されている装備で、サブウェポンの中では使いやすい所謂スタンダードタイプである。レベル上昇で攻撃範囲が広がる(1連[○]→2連[○○]→2連ワイド[○ ○])。2連ワイドから更にレベルアップさせると、リードを破壊できるようになる。
1番 貫通弾（ストレートクラッシャー）
前方向にゆっくり直進する貫通弾。リードや地上物の破壊が可能だが、弾数制限あり（最大200発）。レベル上昇で攻撃面積や速度が、1連[○]→2連[○○]→2連ワイド[○ ○]→巨大弾[◎]と増加。MSX版の最終形態では、広い範囲を回転しながらゆっくり前進し、巨大空中物にも弾かれることなく貫通する。アイアイを攻撃すると弾数制限があるレーザーに変化。
2番 防御幕（フィールドシャッター）
主に自機前方を覆うバリア。リードも防御するが、地上物には当たらない。敵・敵弾に当たると消耗する。レベル上昇で防御面積と残り耐久力数が増加（初期耐久力数は50発で、最大140発まで増加する）。さらにレベルアップさせると進化する。このサブウェポンは取得瞬間から敵側の攻撃レベルが数段階上昇する。
2番・無敵版
あらゆる攻撃に対して無敵になる全方位バリア。制限が耐久力数制から時間制限制に変更され、時間とともに減っていく（最大80秒）。時間切れの前に2番を取れるように上手く進めれば「永久無敵」も可能。アイアイ（後述）では取得できない。条件によってはレベルアップしても無敵版にならない。
3番 回転弾（サーキュラー）
自機周囲を回転する。リードを破壊できるが、地上物には当たらず時間制限がある（最大250秒）。レベル上昇で、1連[○]→2連[○○]→2連ワイド[○ ○]、と防御面積が増加。
4番 振動弾（バイブレーター）
横振動弾。前進速度は遅いもののリードや地上物を破壊できる。敵に当たると耐久力が減少し0になると消滅し、再発射可能になる。振動弾1発の耐久力数は60発で、弾数は無制限。ただし、MSX版とMSX2版は最大30発の弾数制限がある。レベル上昇で攻撃面積が増加。
5番 往復弾（リワインダー）
往復貫通弾。常に自機の前方に位置し、ブーメランのように往復移動する。リードや地上物を破壊でき、弾数は無制限。ただし、MSX版とMSX2版は最大100発の弾数制限がある。攻撃力は下記突然変異版に次ぐ強さであり、レベル上昇で攻撃面積が増加(1連[○]→2連[○○]→2連ワイド[○ ○])。更にレベルアップさせると強力なレーザーに突然変異する。
5番・突然変異版
高速で発射されるレーザーで、巨大空中物を含む全ての敵を貫通する。レベル上昇ごとにレーザーが長く伸びていく。リードや地上物を破壊でき、弾数は無制限。攻撃力は全ウェポン中最強だが、左右や斜め方向からの敵に対応しづらい。
6番 反応弾（プラズマフラッシュ）
全画面の弾消し兵装。敵やリードに当てると、画面上の空中敵（巨大空中物を除く）を全て破壊する（E.E.と同じ能力）。リードを破壊できるが地上物は破壊できず（反応弾自体には1発分の攻撃力がある）、極めて少ない弾数制限がある（最大20発、MSX版とMSX2版は最大15発）。レベル0とレベル1では反応弾を敵に当てる必要がある。レベル2では撃つだけでE.E.が発動する。レベル2以上では敵の爆発をさらに爆発させるように連打すると、簡単にスコアを稼ぐことができる。レベル0から一度も撃たずに更にレベルアップさせると特殊な武器に変化する。
6番・特殊版
画面上の全ての空中物がランダーに変化する。1発しか使用できず、使うと0番に戻る。アイアイ（後述）では取得できない。その他の性質は6番（レベル0と1）に類似。そのため、反応弾を敵に当てる必要がある。
7番 高速速射弾（ハイスピード）
前方または斜め前方に飛ぶ高速貫通弾。リードや地上物を破壊できる。時間制限がある（最大200秒）が、時間は撃っている間だけ減少する。レベル上昇で攻撃面積(1連[○]→巨大弾[◎])が増加。
武器（特に2番）を1つ取ると即座に敵の出現テーブルが大きく変化することがある。
いくつかのエリアの「アイアイ」と呼ばれる地上物に武器を撃ち込むことで、レベルを最大にできる（一度撃つとメインウェポンがワイドになりアイアイの色が青くなる。青いアイアイを撃つとサブウェポンのレベルが最大になるが、例えば5番の場合レーザー最高レベルにするには数度撃つ必要がある）。レベルはミスや武器切り換えで0に戻る。また、メインウェポンにおいては、アイアイに打ち込んだ時に3並行3連射の状態でないと、その後パワーチップを取った時に、撃ち込む前の状態に戻ってしまう。

## 設定

### ストーリー
はるか昔にとある有機知性体が作り出した「システム」は、生みの親である有機知性体がいなくなった今日も活動を続けていた。この「システム」には生命体の発展を助けるため、「イコン（聖像）を正しく開いたものには知識を。誤って開いたものには滅亡を。」という命令が組み込まれていた。
ある時、人類はイコンの一つを誤った方法で開いてしまい、「システム」からの攻撃を受ける。ところが少し経った後、人類が別のイコンを今度は正しく開き、イコンは「システム」の中枢に攻撃中止を要請したが、「システム」はこの要請を無視し、単なる殺戮装置と化した。「システム」を生み出した有機知性体が、このような事態を想定していなかったのかは定かでは無い。
正しく開かれたイコンは幸いにも正常に作動し手持ちの知識を人類に与えたが、所詮「システム」の末端にすぎないイコンでは「システム」全体に対する知識を得ることはできない。「システム」側の圧倒的物量・攻撃力の前に、人類の繰り出す迎撃部隊は次々に撃破されていった。
いよいよ人類が滅亡の危機に瀕した時、イコンの与えた情報から一つの可能性が提起された。『「システム」は基本的に戦略マシンであり、多対多の戦闘を想定している。ならば単独で「システム」に向かって行けば相手の思考の隙を突くことになり、効果的に対応できないのではないか？』
危険な賭けだったが、勝利へのわずかな可能性に賭けてこの計画は実行された。人類はイコンによってもたらされたテクノロジーをもとに、新型戦闘攻撃機「AFX-5810=ZANAC」を制作。ZANACは単独で「システム」の中枢に侵入しこれを破壊することに成功。危機は去った…と思われた。
しかし敗北を喫した「システム」は、破壊される直前に他の「システム」にこの事態を連絡したのである。すでに幾つかのコロニアムは攻撃を受け、連絡を絶っている。AFX-5810を改良した最新鋭の戦闘機「AFX-6502=ZANAC」が、より強大な「システム」の脅威から人類を救うため、再び単独で飛び立っていった。

### ステージ構成
本作は、全12エリア（ステージ）で構成されている（MSX版では全8エリア）。ここではファミコンディスクシステム版をもとに記述する。なおゲーム中の「エリア」の表記はMSX版では「ROUND x」、FC版では「ARER x」、以降の版では「AREA x」となっている。
エリア0MSX版では2面の最初に戻るワープを取って戻り、画面の真ん中を撃つと出現するワープを取ると0面に行ける。エリア0を過ぎると最終面になる。
エリア1クレーターやクレバスのある荒地。その下に緑色の構造物が見え隠れする。
エリア2森林地帯。紫色の構造物が空中に配置されている。高速スクロールあり。巨大空中物（中ボス）が登場する。
エリア3海や森のある風光明媚なエリア。リオ、アイアイが登場する。
エリア4異星のような紫や緑の地面に、灰色の構造物。リオが登場する。
エリア5宇宙。星空を背景に、小惑星などが配置されている。高速スクロールあり。巨大空中物、アイアイが登場する。
エリア6遺跡の上空。巨大空中物、リオが登場する。
エリア7スペースコロニー。ときおり背景の宇宙が見える。地上の砲台はエリア最後のみ登場。高速スクロールあり。多数のワープアイテムが隠れていて、それぞれエリア8、9に進めるもの、エリア4に戻されるものなど、様々な効果がある。巨大空中物が登場する。
エリア8生物の体内を思わせる有機的な背景のエリア。アイアイが登場する。
エリア9エリア1に類似した荒地。その下にメカニカルな基地が見える。巨大空中物が登場する。
エリア10赤いタイルなどで構成された、基地の表面。リオが登場する。
エリア11青、緑、赤など各色のパイプで構成された、基地の内部。最後の要塞は、時間切れになるとエリアの最初に戻される。複数の巨大空中物、アイアイが登場する。
エリア12最終エリア。緑色のタイル、黄色の構造物などで構成された、基地の深部。高速スクロールあり。巨大空中物、リオが登場する。アイアイが2回登場する。

## 他機種版
| No. | タイトル                      | 発売日                      | 対応機種                                                 | 開発元       | 発売元                              | メディア                               | 型式                         | 備考                                |
| --- | ----------------------------- | --------------------------- | -------------------------------------------------------- | ------------ | ----------------------------------- | -------------------------------------- | ---------------------------- | ----------------------------------- |
| 1   | ザナック                      | 1986年11月28日 1987年10月   | ディスクシステム NES                                     | コンパイル   | ポニー                              | ディスクカード（片面） ロムカセット    | L29V5906(PNF-ZAN) NES-ZA-USA |                                     |
| 2   | ザナックEX                    | 1987年1月                   | MSX2                                                     | コンパイル   | ポニー                              | ロムカセット                           | R58Y5093                     |                                     |
| 3   | ザナック                      | 2001年10月24日              | Palm OS                                                  | コンパイル   | コンパイル                          | 内蔵ゲーム                             | -                            | 2002年7月30日にダウンロード販売開始 |
| 4   | ザナック×ザナック             | 2001年11月29日              | PlayStation                                              | コンパイル   | コンパイル                          | CD-ROM                                 | SLPS-03354                   | ディスクシステム版の移植            |
| 5   | ザナック                      | 2003年9月1日                | J-フォン （Javaアプリ）                                  | ジー・モード | ジー・モード                        | ダウンロード （ゲームマーケット）      | -                            | ディスクシステム版の移植            |
| 6   | ZANAC                         | 2004年2月12日               | BREW対応機種 （EZアプリ）                                | ジー・モード | ジー・モード                        | ダウンロード （テトリス＆100円ゲーム） | -                            | ディスクシステム版の移植            |
| 7   | ZANAC                         | 2005年3月7日                | FOMA900iシリーズ （iアプリ）                             | ジー・モード | ジー・モード                        | ダウンロード （Get!!プチアプリ）       | -                            | ディスクシステム版の移植            |
| 8   | ザナック                      | 2006年4月21日               | Windows                                                  | コンパイル   | アイレボ                            | ダウンロード (i-revo)                  | -                            | MSX版の移植                         |
| 9   | ザナック                      | 2007年10月9日 2007年11月3日 | Wii                                                      | コンパイル   | ポニーキャニオン D4エンタープライズ | ダウンロード （バーチャルコンソール）  | -                            | ディスクシステム版の移植            |
| 10  | ザナック×ザナック             | 2010年7月28日 2012年12月4日 | PlayStation 3 PlayStation Portable (PlayStation Network) | コンパイル   | ガンホー                            | ダウンロード （ゲームアーカイブス）    | -                            | ディスクシステム版の移植            |
| 11  | ザナックEX                    | 2011年8月9日                | Windows                                                  | コンパイル   | D4エンタープライズ                  | ダウンロード （プロジェクトEGG）       | -                            | MSX2版の移植                        |
| 12  | ザナック                      | 2012年5月2日                | Windows                                                  | コンパイル   | D4エンタープライズ                  | ダウンロード （プロジェクトEGG）       | -                            | MSX版の移植                         |
| 13  | ZANAC MSX                     | 2014年8月2日                | iPhone/iPad (iOS)                                        | ジー・モード | ジー・モード                        | ダウンロード                           | -                            | MSX版の移植                         |
| 14  | ザナック                      | 2015年9月1日                | Windows                                                  | コンパイル   | D4エンタープライズ                  | ダウンロード （プロジェクトEGG）       | -                            | ディスクシステム版の移植            |
| 15  | G-MODEアーカイブス29 ZANAC    | 2021年1月28日               | Nintendo Switch                                          | ジー・モード | ジー・モード                        | ダウンロード （ニンテンドーeショップ） | -                            | アプリ版の移植                      |
| 16  | ザナック                      | 2021年12月7日               | Windows                                                  | コンパイル   | D4エンタープライズ                  | ダウンロード （プロジェクトEGG）       | -                            | NES版の移植                         |
| 17  | EGGコンソール ザナック MSX    | 2025年1月23日               | Nintendo Switch                                          | コンパイル   | D4エンタープライズ                  | ダウンロード （ニンテンドーeショップ） | -                            | MSX版の移植                         |
| 18  | EGGコンソール ザナックEX MSX2 | 2025年7月10日               | Nintendo Switch                                          | コンパイル   | D4エンタープライズ                  | ダウンロード （ニンテンドーeショップ） | -                            | MSX2版の移植                        |

ファミリーコンピュータ ディスクシステム版
- MSX版を大幅にアレンジ。シリーズ作中、最も知名度が高いと推測される[要出典]。
- 翌1987年には海外向け（Nintendo Entertainment System）にロムカセット版がリリース。一部の曲の音程が違う。
- 2007年10月9日よりWiiのバーチャルコンソールで配信開始（要500Wiiポイント）。
- 画面を埋め尽くすような敵の多さ、その上制限時間以内にボスを倒さなければ前のステージに戻されるという制約から、ファミコン作品中の高難易度ゲームとして知られる[1]。

MSX2版『ザナックEX』
- MSX2で「ラスタ分割によるスコア表示」を初めて実現したとされる。ストーリー的にはMSX版第1作の後日譚という位置付け。内容としてはファミコン版に準拠しているが、MSX2はグラフィックをBGではなくビットマップで描画することから処理落ちが激しく、一部面での高速スクロールが無くなっている他、キャラクタの大半が書き換えられている等の相違がある。スコア表示部がちらついたり、ラスタ分割の境界線にノイズが表示されるなどの難もある。

Palm OS版
- 敵が少ない等、オリジナルとは若干違う。

PlayStation版『ザナック×ザナック』
- 新作「ZANAC NEO」とファミコン版「ザナック」移植版とのカップリング。またファミコン版を元に改良を施したスペシャルバージョンも収録されていた。雑誌での評価は今一つだったが、同シリーズのファンに支持された。現在中古ゲームショップではレアソフトとして高値で取引されている。2010年7月28日よりPlayStation 3、PlayStation Portable用にゲームアーカイブスで配信開始。

S!アプリ（当時はVアプリ）版
- 全6面。サブウェポンは全て4段階までパワーアップ、無限使用可能に統一（2番は時間経過で耐久力回復、6番は時間経過で再発射可能）。メイン・サブウェポン共に自動連射。等により、難易度は下がっている。

## 音楽

### サウンドトラック
ファミコン 20TH アニバーサリー オリジナル・サウンド・トラックス VOL.3
2004年4月21日、サイトロン・デジタルコンテンツより発売されたCD内の一作品として収録されている。

## 制作
元々コンパイルはセガと組んでゲームを作っていたが、コンパイル社内からは自社タイトルを望む声が上がっていた。
その後、新たに組んだポニーキャニオンからシューティングゲームを作ってほしいと頼まれ、コンパイルは本作の開発に乗り出した。
また、コンパイルとポニーキャニオンの間に、人工知能を専門とするAII（エーアイアイ）が加わり、同社から説明を受けて、人工知能を作品のコンセプトに据えた。
ディレクターを務めたコンパイル創業者の仁井谷正充は開発におけるAIIとのやりとりについて「『AIとは、こういうものですよ。ゲームにAI的な要素を入れましょう。[中略]』と、プログラマーといろいろディスカッションをしながら作っていたと思います。」と鴫原盛之との対談の中で振り返っている。
本作の目玉となる「ALC」（AUTO LEVEL CONTROLER）はAIIが求めていた「AI的な要素」の一つとして導入された。
このシステムを制作したのはプログラマの広野隆行であり、仁井谷は鴫原との対談の中で、「当時はゲームデザイナーと呼ばれるような人はまだ存在しない時代でしたから、自分でプログラムをしながらパラメーターも全部調整していたと思います。」と振り返っており、「細かい内容は覚えていないのですが、例えば5発撃つと倒せる敵が10発撃たないと倒せないようになるとか[中略]そういうことをAI的にやっていたのではないかと思います。」とも話している。
また、MSX版ではALCの数値を内部パラメータとして扱うのではなく、あえてプレイヤーに明示するという当時としては異例の演出がとられた。
仁井谷はその意図について、RPGでレベルを表示するのと同等だと答えつつも、プログラマーの広野が自分の考えを積極的にプレイヤーに明示する傾向があったとも話している。
『ゼビウス』（1983年）においてもAIの概念は指摘されており、仁井谷も同作からの影響を受けたことは認めているが、AI的な面で影響を受けたことは否定している。
仁井谷はその理由として、パラメータを調整して敵の動きに多様性を持たせることは本作以前から行っており、それをAIといえばそうかもしれないが、ある意味それは普通のことであると答えている。
「0面」は広野隆行が担当した。

なお、MSXのマイクロプロセッサがZ80である関係で機械語でプログラミングしていたことや、元々メモリの節約が一般的だったことから、AIの導入によってROMの容量が圧迫されるような事態はなかったと仁井谷は振り返っている。
長いマップと二重スクロールは仁井谷のアイデアである。
前者について仁井谷は、ゲーム雑誌の攻略記事にマップをすべて載せられて悔しい思いをしたことがきっかけだと話しており、雑誌側が写真を小さくして全体を載せたため目論見が崩れたとも話している。
初期バージョンは「Le Colonium」のタイトルで藤島聡により開発されていたが、途中で藤島が別プロジェクトに移ることになり広野隆行に引き継がれた。
なお、寺本耕二がデザインを、音楽は宮本昌知がそれぞれ担当した。

## スタッフ
MSX版
- ゲーム・デザイン：JANUS（寺本耕二）、MOO（仁井谷正充）、JEMINI（広野隆行）
- プログラム：MOO（仁井谷正充）、JEMINI（広野隆行）[26]
- 音楽：宮本昌知[26]
- サウンド：JEMINI（広野隆行）
- サウンド・プログラム：JEMINI（広野隆行）
- グラフィック：JANUS（寺本耕二）、YORIKI
- サンクス：PAL KITATANI、LUNARIAN（新谷憲司）、WAO（石丸忠）
- ディレクター：MOO（仁井谷正充）[26]

ファミリーコンピュータ版
- ゲーム・デザイン：JEMINI（広野隆行）、JANUS（寺本耕二）、MOO（仁井谷正充）
- プログラム：JEMINI（広野隆行）
- 音楽：宮本昌知
- グラフィック：JANUS（寺本耕二）
- テストプレイ：MNC Nui、石丸忠、YORIKI
- プロデュース：AII

## 反響
仁井谷によると、本作はゲーム業界においても反響を呼び、アーケードゲーム会社が本作のAIに注目し、プログラミングの研究が進んだとされている。

## 評価
MSX1版
- MSXマガジンでは当初「背景の変化が乏しい」という評価だったが[35]、その後、雑誌自らが前言撤回して最終ステージと隠しステージを紹介した[36]。

ファミリーコンピュータ版
- ゲーム誌『ファミコン通信』の「クロスレビュー」では、9・7・7・8の合計31点（満40点）でシルバー殿堂入りを獲得した[37]。レビュアーは「パワーアップ型シューティングの究極。妙に力んでないのが、いいね」とゲーム性に関して肯定的に評価している[37]。

- ゲーム誌『ファミリーコンピュータMagazine』の読者投票による「ゲーム通信簿」での評価は以下の通り16.67点（満25点）となっている[33]。また、同雑誌1991年5月24日号特別付録の「ファミコンディスクカード オールカタログ」では「数少ないディスクのシューティングの中では一番難易度が高い」と難易度の高さを指摘しているが、「途中にはいろいろなエリアがあり、スクロールが高速なトコもあってとても片面ソフトとは思えないくらいだ。まさに最高峰と呼んでも過言ではない」とボリューム感やスピード感を絶賛している[33]。

| 項目 | キャラクタ | 音楽 | 操作性 | 熱中度 | お買得度 | オリジナリティ | 総合  |
| 得点 | 3.08       | 3.37 | 3.29   | 3.51   | -        | 3.42           | 16.67 |

- ゲーム誌『ユーゲー』では、自動難易度調整システムによる多彩な攻撃方法が「後のシューティングに影響を与えた」と影響の大きさを指摘、「プレイを縛らず邪魔しないくらいに配合されたさまざまな隠し要素や、状況別の特殊兵器の使いこなしなどコクもある。深みもある。いくらでもプレイできる」、「これが500円で、なおかつ片面だったという奇跡」とゲーム性の高さやコストパフォーマンス面に関して絶賛している[34]。

- ぴあBOOK『ほんとうに面白いゲームソフト2 BEST100』では「縦スクロールタイプのパワーアップ型だが、プログラムの技術力、ゲームデザインの統一性、バランスのよさ、バリエーションの豊富さ、スピード感は、アーケードも含めたすべてのシューティングゲームの中でもトップクラスの高さである」「難易度決定方式として"A.I"と呼んでいた可変のシステムを導入し、巧ければ巧いほど（つまり、やられることなくどんどん進んでいくことができるということ）敵の攻撃がし烈になっていく。かの名作『ゼビウス』で取り入れられていたシステムだが、その後追随するシューティングゲームがほとんどなかったように、このシステムは難易度のバランスを調整することが大変難しい。それを見事にやってのけたのだ。しかも『ゼビウス』とは異なり、パワーアップは多数用意されている中でのことだから驚嘆してしまう」と極めて高い評価を受けている[38]。